# Borzęcin (gemeente)
De gemeente Borzęcin is een landgemeente in het Poolse woiwodschap Klein-Polen, in powiat Brzeski (Klein-Polen).
De zetel van de gemeente is in Borzęcin.
Op 30 juni 2004 telde de gemeente 8405 inwoners.

## Oppervlakte gegevens
In 2002 bedroeg de totale oppervlakte van gemeente Borzęcin 102,73 km², waarvan:
- agrarisch gebied: 68%
- bossen: 23%

De gemeente beslaat 17,41% van de totale oppervlakte van de powiat.

## Demografie
Stand op 30 juni 2004:
| Omschrijving                   | Totaal | Totaal | Vrouwen | Vrouwen | Mannen | Mannen |
| ------------------------------ | ------ | ------ | ------- | ------- | ------ | ------ |
| eenheid                        | aantal | %      | aantal  | %       | aantal | %      |
| inwoners                       | 8405   | 100    | 4292    | 51,1    | 4113   | 48,9   |
| bevolkingsdichtheid (inw./km²) | 81,8   | 81,8   | 41,8    | 41,8    | 40     | 40     |

In 2002 bedroeg het gemiddelde inkomen per inwoner 1272,33 zł.

## Administratieve plaatsen (sołectwo)
Bielcza, Borzęcin (sołectwa: Borzęcin Górny en Borzęcin Dolny), Jagniówka, Łęki, Przyborów, Waryś.

## Aangrenzende gemeenten
Brzesko, Dębno, Radłów, Szczurowa, Wierzchosławice, Wojnicz